# Loltún-Höhle

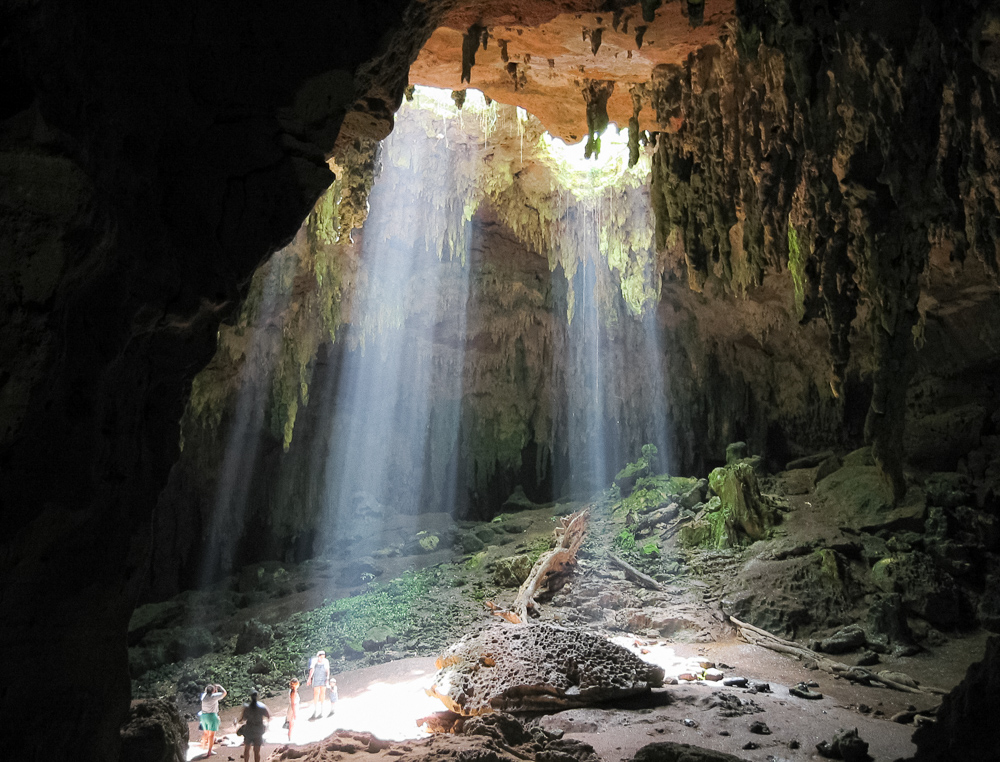
Loltún-Höhle

Die Loltún-Höhle (spanisch Grutas de Loltún) ist ein etwa 8 km langes Höhlensystem im Gemeindegebiet von Oxkutzcab auf der Yucatán-Halbinsel in Mexiko. Der Name der Höhle setzt sich aus den Maya-Wörtern lol („Blume“) und tuun („Stein“) zusammen. Der touristisch erschlossene Weg durch die Höhle ist ungefähr einen Kilometer lang.

## Lage
Die Loltún-Höhle befindet sich ungefähr 110 km (Fahrtstrecke) südwestlich der Stadt Merida, in der Puuc-Region. In einer Entfernung von etwa 20–25 km liegen die bedeutenden Maya-Stätten Labná, Xlapak und Sayil.

## Geschichte
Durch Keramik-Datierungen ist die Nutzung der Höhle durch Menschen ab ca. 1000 v. Chr. belegt. Die letzten Spuren stammen aus der Zeit des Kastenkriegs (1847/48), als die Höhle als Versteck der Maya-Bevölkerung genutzt wurde. In jüngster Zeit wurden in der Höhle Knochen aus dem Pleistozän gefunden.

## Sehenswürdigkeiten
Die Höhle enthält einen Kultplatz, gekennzeichnet durch einen Steinkopf im olmekischen Stil und Symbole. Weiterhin erkennt man Maya-Malereien von Händen, Tieren und Inschriften von der klassischen Periode (150–900 n. Chr.) bis hin zur Postklassik (900–1600 n. Chr.).